# Fasano Jazz
"Fasano Jazz" è stata una rassegna di musica jazz, che si è tenuta a Fasano (BR) durante la stagione turistica, dal 1998 fino al 2017, anno dell'ultima edizione. 
Oggi è stato inglobato nella più ampia rassegna culturale Costa dei Trulli, finanziata dalla Regione Puglia.

## Caratteristiche
La manifestazione ha il principale scopo di valorizzare il talento di musicisti, soprattutto pugliesi, e di proporre alcune esibizioni di artisti di livello nazionale ed internazionale, con particolare attenzione rivolta alle nuove tendenze jazzistiche e alle continue mutazioni del genere.
Fasano jazz si tiene in fine primavera/inizio estate, in concomitanza con altre iniziative e celebrazioni popolari in occasione della rievocazione della storica vittoria sui Turchi del 1678 (La Scamiciata). Si inserisce nel più ampio programma artistico-culturale del Giugno Fasanese.
Tra gli artisti di fama che hanno calcato i palcoscenici di Fasano Jazz vanno ricordati: Franco Cerri, Nicola Arigliano, Danilo Rea, Lino Patruno, James Senese, Stefano Bollani, Teresa De Sio, Carlo Fava, Roberto Gatto.